# Organización autónoma descentralizada
Una Organización Autónoma Descentralizada  (en inglés Decentralized Autonomous Organization) o DAO, también llamada Empresa Autónoma Descentralizada (en inglés Decentralized Autonomous Corporation) o DAC, es una organización que está dirigida a través de reglas codificadas en programas de ordenador llamados contratos inteligentes. Un registro de transacción financiera de una DAO, así como dichas reglas, están gestionadas a través de un blockchain. Hay varios ejemplos de este modelo empresarial. El estatus legal de este tipo de organización empresarial no está claro todavía.
El ejemplo más famoso ha sido The DAO, una DAO para fondos de capital riesgo, que se puso en marcha con $150 millones en micromecenazgo en junio de 2016 y el cual fue inmediatamente pirateado y despojado de $50 millones de dólares americanos en criptomoneda. Dicho hackeo fue revertido unas semanas después, y el dinero fue recuperado al completo, gracias a una versión del blockchain de Ethereum. Este rescate descentralizado fue posible gracias a la mayoría de votos en la tasa de hash del blockchain.

## Descripción
Las organizaciones autónomas descentralizadas han sido vistas por algunos como difíciles de describir. No obstante, la esencia conceptual de una organización autónoma descentralizada ha sido tipificada como la capacidad de la tecnología de blockchain para proporcionar un libro mayor digital seguro que realiza un seguimiento de las interacciones financieras a través de Internet, a prueba de falsificaciones gracias al sellado de tiempo confiable y a la diseminación de una base de datos distribuida. De este modo se elimina la necesidad de implicar a una entidad externa acordada por ambas partes (tercera parte confiable) en cada transacción financiera y, por tanto, simplificando la operación. Los costes tanto de una transacción habilitada vía blockchain como de poner a disposición de las partes los datos asociados a dicha transacción pueden llegar a ser sustancialmente menores al eliminar la tercera parte confiable y la necesidad del registro repetitivo de intercambios de contrato en registros diferentes: por ejemplo, los datos incluidos en el blockchain podrían, siempre y cuando las organizaciones reguladoras lo permitieran, reemplazar documentos públicos como acciones y títulos. En teoría, un enfoque usando blockchain permite a múltiples usuarios colaborar a través de la computación en nube en contratos inteligentes punto-a-punto.
Buterin ha propuesto que una vez que una DAO se ponga en marcha, pueda ser autónoma en el sentido de que pueda funcionar sin necesidad de supervisión humana, siempre que los contratos inteligentes sean apoyados por una plataforma Turing completa. Ethereum, construida sobre un blockchain y lanzada en 2015, ha sido descrita como una plataforma que alcanza el umbral Turing y, por tanto, está en disposición de servir a las DAO. El objetivo de las organizaciones autónomas descentralizadas es ser plataformas abiertas donde los individuos controlen sus identidades y sus datos personales.

## Ejemplos

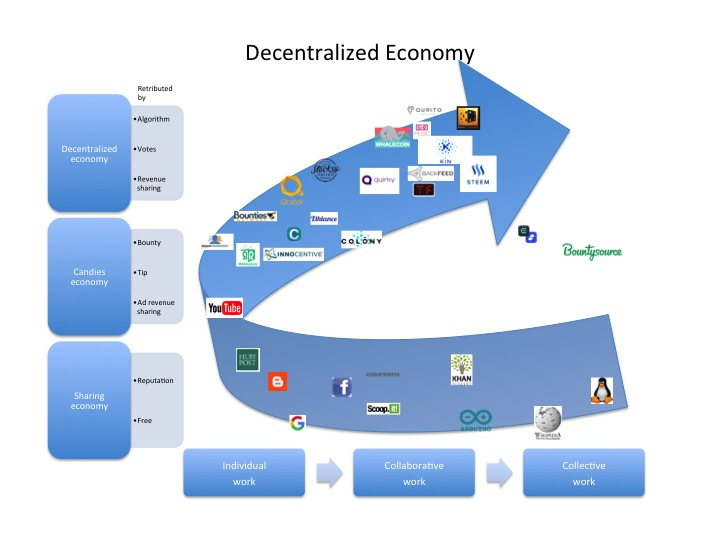
DAOs drive to decentralized economy. Tokens allow contribution to collective works micropayments and tracks metrics allow algorithmic measures of contribution utility.

Ejemplos de DAOs son Dash, SmartCash, The DAO y Digix.io. Un valor token llamado DigixDAO terminó su campaña de micromecenazgo y el token empezó a operar el 28 de abril de 2016, a través del mercado MakerDAO. Cabe destacar que SmartCash cuenta con un sistema innovador de votaciones en el que cada token es un voto.
Otro ejemplo de una DAO es Decentraland que consiste en un mundo virtual gobernado por una DAO donde las decisiones de estilo administrativas y gubernamentales son tomadas de manera democrática, cualquiera que tenga un token llamado MANA puede formar parte del proceso, esta DAO en particular ha tomado relevancia ya que empresas de talla mundial como Coca-Cola y Adidas han utilizado Decentraland como una forma de llegar a un mercado joven y nativo digital. 
BitDAO ha tomado relevancia en los últimos años por ser apoyada por Peter Thiel, cofundador de PayPal así como otras empresas relevantes como Pantera y Dragonfly. Su token es llamado BIT, funcionando como un blockchain con el propósito de obtener votos, estos token ayudan a la liquidez de proyectos apoyados por la DAO como, NFT, juegos y DeFi (finanzas descentralizada).

## Problemas

### Social
La participación de los accionistas en las DAOs puede resultar problemático. Por ejemplo, BitShares ha visto una carencia en la participación en las votaciones, porque requiere tiempo y energía para considerar propuestas. Aun así, más recientemente Vega DAO ha propuesto una solución a la apatía del votante en organizaciones descentralizadas utilizando el concepto de Futarquía, el cual utiliza mercados de predicción para tomar decisiones sobre las propuestas.

### Responsabilidad legal
El estatus legal de este tipo de organización empresarial no está claro. A pesar de ello, una DAO puede ser una empresa sin estado legal como corporación: una sociedad colectiva. Esto significa que puede conllevar responsabilidades legales para sus participantes, incluso si el código de contrato inteligente o los promotores de la DAO dicen lo contrario. En julio de 2021, Wyoming fue el primer estado en EU en explícitamente estipular reglas alrededor DAOs donde se le considera  como una forma distante de una compañía de responsabilidad limitada(LLC) otorgándole una personalidad legal y derechos, además esto permite que se pueda visualizar a una DAO como una colaboración donde los miembros tienen responsabilidad por las acciones tomadas por la organización. Además es importante denotar que debe ser registrado ante la instancia de Wyoming donde se tiene que agregar una dirección física y registro de los nombres de los miembros directivos.

### Seguridad
El código de una DAO puede ser difícil de modificar una vez el sistema está en funcionamiento, incluyendo correcciones de errores que serían triviales de resolver en un código centralizado. Las correcciones para un DAO requeriría escribir un código nuevo y un acuerdo para migrar todos los fondos. A pesar de que el código es visible a todo el mundo, es difícil de reparar y, por tanto, susceptible a tener agujeros de seguridad que pongan en peligro el sistema, a no ser que se haga un llamamiento a una moratoria temporal para arreglar dichos agujeros.
En 2016, una DAO en concreto, The DAO, logró el récord a la campaña de micromecenazgo más grande hasta la fecha. Aun así, algunos investigadores señalaron multitud de errores en el código de The DAO. El procedimiento operacional para The DAO permite a los inversores retirar a voluntad aquel dinero que no ha sido todavía agregado a un proyecto; los fondos así se podrían agotar deprisa, así como un cierto "número de vulnerabilidades de seguridad". Sin embargo, después de un largo debate, en el 20 de julio de 2016, la comunidad de Ethereum decidió ayudar para solventar esos problemas.